# فشت الديبل
فشت الديبل هي جزيرة كان هناك نزاع عليها بين دولتي قطر والبحرين، وحل هذا النزاع بواسطة التحكيم الدولي.

## التسلسل الزمني
- 1766 - وصول آل خليفة إلى منطقة الزبارة
- 1783 - خروج إيران من البحرين واستيطان آل خليفة فيها
- 1867 - هجوم البحرين بعون أبوظبي على قطر ومعركة دامسة
- 29 مارس - 1877 قطر ترفع علمها على جزر حوار
- 1913 الاتفاقية البريطانية العثمانية
- 1937 الزبارة تحت سيطرة قطر
- 20 نوفمبر 1937 المستشار البريطاني يقرر ضم جزر حوار إلى البحرين
- يوليو 1939 - صدر القرار البريطاني بضم جزر حوار للبحرين
- 1947 - صدر القرار البريطاني بضم فشت الديبل وقطعة جرادة إلى البحرين
- 1965 - طلب قطر حل قضية الجزر بصورة ودية
- 1978 - وساطة سعودية
- 1982 - المجلس الوزاري الخليجي يطلب من السعودية الاستمرار في مساعيها لحل الخلاف
- 1982 - البحرية البحرينية تضيف قطعة حربية تطلق عليها حوار، وأجرت مناورات بحرية في جزيرة فشت الديبل
- 20 أكتوبر 1984 - أعلنت البحرين عن تنفيذ مشروع ردم فشت العلقم وذلك بهدف إنشاء مدينة، ومد جسر يربطها مع قطر.
- أبريل 1986 - ضمت قطر فشت الديبل
- 19 ديسمبر 1987 - طلب فهد بن عبد العزيز، ملك السعودية من الدولتين عرض النزاع على التحكيم الدولي
- 21 ديسمبر 1987 - وافقت قطر على مبدأ التحكيم
- 29 ديسمبر 1987 - وافقت البحرين على مبدأ التحكيم
- ديسمبر 1990 - اتفق الطرفان على إحالة الخلاف للتحكيم الدولي
- 8 يوليو 1991 - طلبت قطر من محكمة العدل الدولية حل الخلاف مدعية على البحرين
- يوليو 1991 - البحرين تنفي ادعاء قطر وتحتج عليه
- 14 أكتوبر 1992 - قطر تقرر توسعة مجالها البحري 44.4 كلم إضافي
- فبراير 1994 - محكمة العدل توافق على النظر في القضية
- مارس 1994 - تعليق الجلسات
- فبراير 1995 - المحكمة تطلب إرسال ملف الخلاف إلى المحكمة الدولية
- أبريل 1998 - البحرين تطعن في الوثائق القطرية
- 25 فبراير 1999 - سحب الوثائق التي احتجت عليها البحرين
- 29 مايو 2000 - بداية المرافعات المحكمة
- 29 يونيو 2000 - نهاية المرافعات المحكمة
- 16 مارس 2001 - محكمة العدل الدولية تعلن قرارها، وقضت بضم جزيرة فشت الديبل إلى قطر، وضم جزر حوار إلى البحرين.